# Waking Life
 Denne artikel omhandler musikgruppen Waking Life. Opslagsordet har også en anden betydning, se Waking Life (film).
Waking Life er et dansk band, som i juni 2007 vandt Emergenza Festival Denmark. Bandet indspiller i april 2009 sit debutalbum og optræder i maj på SPOT Festival.
Bandet spiller glad, dansabel indierock med særegne instrumenter som theremin og charango, støjguitar, fængende trompetlinjer og en lyd et sted i spændingsfeltet mellem The Shins, The Cure, Neutral Milk Hotel og Mew. Waking Life har gjort sig bemærket gennem en række eksplosive koncerter med blæsere, balloner og sæbebobler, hvilket fik Emergenza-juryen til at sammenligne gruppens liveudtryk med Håkan Hellström og The Flaming Lips.
Waking Life har tidligere været kåret til Månedens Demo i Gaffa i 2007 og Ugens Band (Webside ikke længere tilgængelig) på MyMusic i 2008 samt udvalgt til Oppenheimers Eftermiddag Arkiveret 11. august 2008 hos  Wayback Machine i 2008.

## Biografi
Waking Life blev dannet i 2003 på Aabenraa Gymnasium og begyndte hurtigt at integrere trompet og basun i sit lydbillede. I 2005 vandt bandet en finaleplads i Roskilde Festivals Demo Derby med sangen "Sentry" fra demoen The Awful Courage.
I 2006 rykkede Waking Life til København, hvor bandet i 2007 vandt Emergenza-festivalen. Gruppen var kommet med på et afbud, men som en skæv udgave af Danmark i fodbold-EM 1992 blev gruppen bedre og bedre for hver koncert og endte med at vinde finalen i Store VEGA foran 111 andre danske bands. Et enigt dommerpanel fra bl.a. Gaffa, Offbeat, Medley Studios og Copenhagen Records roste bandets energiske liveshow og sendte Waking Life til den nordiske finale i Stockholm, hvor gruppen var ét point fra at gå videre til den internationale finale. I stedet vandt bandet priserne for den nordiske finales bedste trommeslager og bedste guitarist.
I november 2007 udnævnte Gaffa Land of Longing til Månedens Demo i en 5-stjernet anmeldelse. Dernæst udgav Waking Life i juni 2008 ep'en Utter that You Long for Silence and Celebrate With Us produceret af Niels Høg (Webside ikke længere tilgængelig), der tidligere bl.a. har produceret The Kissaway Trail. Fra ep'en har bandet udgivet radiosinglen T-Rex, der er et voldsomt angreb på Sudans præsident Omar al-Bashir for at stå bag massakren i Darfur. Sangen har været i rotation på P3.
Kort efter blev bandet kåret til Ugens Band på MyMusic.dk (Webside ikke længere tilgængelig) samt udvalgt til Oppenheimers Eftermiddag Arkiveret 11. august 2008 hos  Wayback Machine på VoxHall 16. august 2008, hvor GAFFA atter gav gruppen 5 stjerner Arkiveret 25. november 2010 hos  Wayback Machine.
I november 2008 vandt bandet BandBase.dk's og Sennheisers Blå Box (Webside ikke længere tilgængelig) og brugte den som forberedelse til debutpladen, som indspilles i april 2009 i Sverige med Niels Høg.
I maj 2009 spiller Waking Life på SPOT Festival i Århus.

## Medlemmer
- Matthias Bang Petersen – Sang/tekster/theremin/keyboard/guitar
- Benny Fries Borgå – Trommer
- Tom Becher – Basun/trompet/keyboard
- Jeppe Flyman – Bas
- Allan Asp Christensen – Guitar/charango
- Kasper Bjørn Nielsen – Guitar/sang

## Diskografi
- Slightly Heroic, (demo) 2004
- The Awful Courage, (demo) 2005
- Land Of Longing, (ep) 2007
- Utter that You Long for Silence and Celebrate With Us, (ep) 2008
- Fiction, (album) 2018

## Ekstern henvisning
- Waking Lifes officielle hjemmeside Arkiveret 18. november 2018 hos  Wayback Machine
- Waking Lifes hjemmeside
- Waking Life vandt Emergenza-finalen (Webside ikke længere tilgængelig)
- Waking Life er Ugens Band på MyMusic/BandBase (Webside ikke længere tilgængelig)
- Oppenheimers Eftermiddag Arkiveret 11. august 2008 hos  Wayback Machine
- Teksten til T-Rex (Webside ikke længere tilgængelig) om Omar al-Bashir

| Musikgruppe | Spire Denne artikel om en dansk musikgruppe er en spire som bør udbygges. Du er velkommen til at hjælpe Wikipedia ved at udvide den. |